# 開道五十年記念北海道博覧会
開道五十年記念北海道博覧会は、1918年（大正7年）8月1日から9月19日まで開かれた地方博覧会。

## 概要
1913年に新聞雑誌記者による組織「札幌記者倶楽部」にて1918年の開道50年の記念行事として記念祭・博覧会・北海道史編纂が立案された事に端を発する。12月11日には中村純九郎北海道長官へ申し入れを行い1915年度予算編成にて記念事業調査予算を計上すると回答。1915年に道会での協賛を経て翌年度以降4ヶ年の継続予算で博覧会の開催を決定。北海道開拓開始50年目を祝賀すべく、開拓の経過や殖産進行や道路交通、経済の現況や成果を全国に紹介し今後の発展を図る事を目的とした。

## 施設

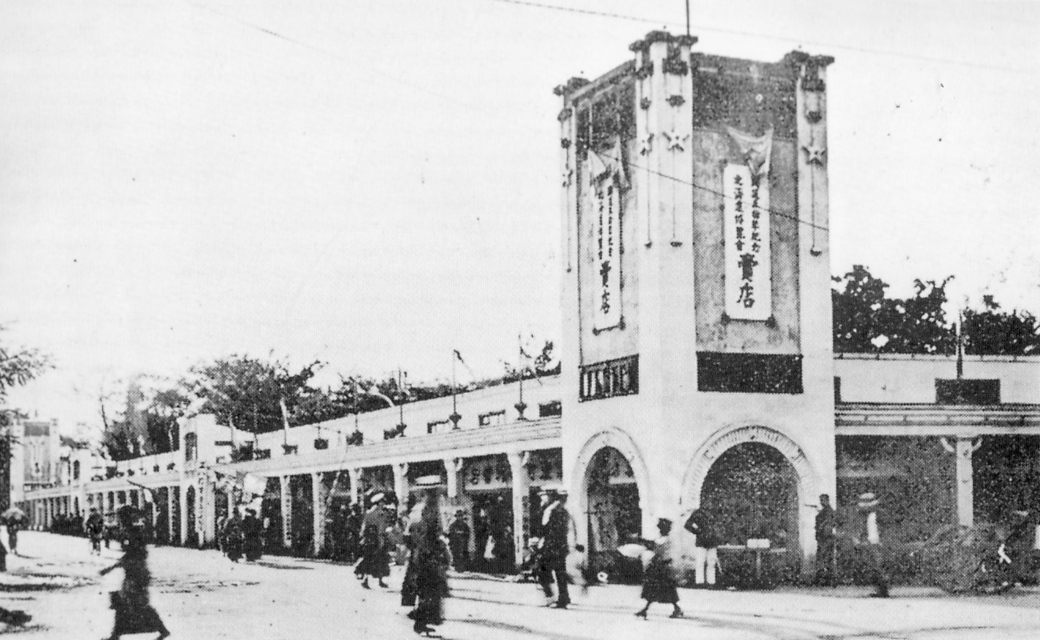
第2会場（工業館）

第1会場は、札幌区の中島公園で、教育、農業、園芸、林業、鉱業、機館などの展示館が建てられた。第2会場の札幌駅前通には工業館、第3会場の小樽区には水族館が設けられた。
建物の総数は57棟。出品点数2万1千点余りで、朝鮮、樺太、台湾を含め1万1千点以上の出品があった（札幌商工会議所）。またその総予算は、57万円を計上していた（TOURISM）。東京、大阪以外の地方博覧会としては、かつて見られなかった大規模なものといわれるが、それだけに博覧会景気も空前の好景気となった。観覧者総数は142万3661人に達し、豊水小学校・西創成小学校をあてた共同宿泊所は約2万2千人が利用した。また、外国人招致を視野に、鉄道院発行の『TOURISM』1918年5月号（英語版） で北海道特集が組まれ、「SEMI-CENTENNIAL EXHIBITION」として紹介された。
主な展示館・施設
- 第一会場（中島公園）
  - 拓殖・教育・衛生館
  - 農業館
  - 園芸館
  - 林業・工業館
  - 水産館
  - 土木交通館
  - 機械館
  - 第一参考館 - 東北地方の物産を展示
  - 第二参考館 - 西日本・外地の物産を展示
  - 東京館
  - 京都館
  - 新潟館
  - 富山館
  - 石川館
  - 農家模範家屋
  - 府県物産売店
  - 奏楽堂
  - 演芸館
- 第二会場（札幌停車場通り）
  - 工業館
  - 各県物産売店
- 第三会場（小樽区）
  - 水族館
  - 演芸館
  - 掛茶屋

## 沿革
- 1913年（大正2年）[1]
  - 11月 - 札幌記者倶楽部が博覧会を含む開道50年記念事業の開催案を決議
  - 12月11日 - 中村純九郎北海道長官に開道50年記念事業案の申入れを提出
- 1915年（大正4年）[1]
  - 博覧会開催決定、33万4千円余りの経費予算を決議[4]。
  - 2月12日 - 博覧会準備委員会規定を制定、委員16名と書記2名を任命
  - 7月23日 - 博覧会事務規定を発布
- 1916年（大正5年）[1]
  - 9月13日 - 「開道五十年記念北海道博覧会規則」発布、会期・会場・出品・施設詳細を決定。
  - 12月16日 - 博覧会補助事業の統一組織として「北海道博覧会協賛会」を設立、札幌・小樽・函館・旭川・室蘭に下部組織として地方協賛会を設置。
- 1917年（大正6年）
  - 開道五十年記念北海道博覧会開設趣旨書並計画大要を発布[1]
  - 出品数の著しい増加に伴い会場拡張と第二参考館建設を行うべく8万5千円余りの追加予算を決議[4]
- 1918年（大正7年）[1]
  - 8月1日 - 博覧会開幕。
  - 8月15日 - 第一会場中島公園内にて「開道五十年記念祭」を開催
  - 9月19日 - 博覧会閉幕。